# Minamimatsuura (Nagasaki)
Minamimatsuura (南松浦郡 Minamimatsuura-gun?) es un distrito localizado en la Nagasaki, Japón. Forma parte de las islas Gotō.

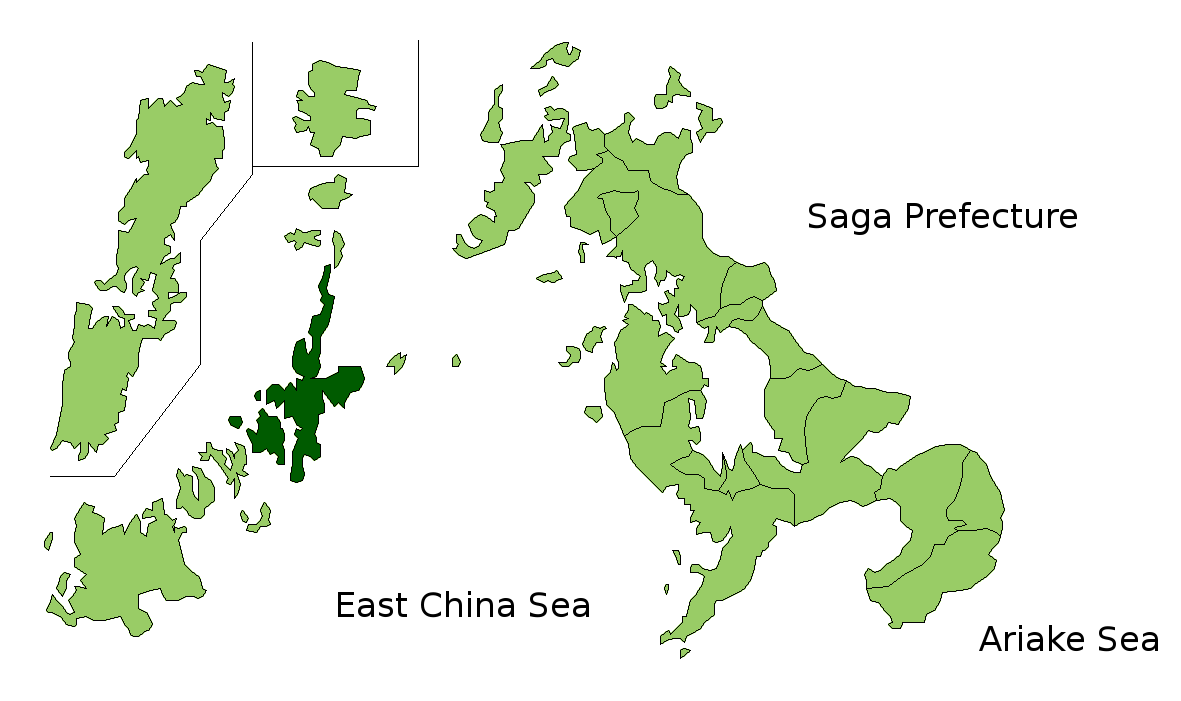
La ubicación del distrito Minamimatsuura en la prefectura de Nagasaki.

El 1 de enero de 2009 la población estimada era de 22 893 habitantes con una densidad de población de 107 personas por km². El área total del distrito es de 213.97 km². 

## Pueblos
- Shinkamigotō

## Anexiones
- El 1 de agosto de 2004 la ciudad de Fukue y los pueblos de Kishiku, Miiraku, Naru, Tamanoura y Tomie se unieron para formar la ciudad de Gotō.
- El 1 de agosto de 2004 los pueblos de Arikawa, Kamigotō, Narao, Shin'uonome y Wakamatsu se unieron para formar el pueblo nuevo de Shinkamigotō.

- Datos: Q1156377